# Kudakwashe Mahachi
Kudakwashe Mahachi, né le 29 septembre 1993 à Bulawayo, est un joueur de football international zimbabwéen qui évolue au poste d'ailier gauche au Lamontville Golden Arrows.

## Biographie

### Parcours en sélection
Kudakwashe Mahachi obtient sa première sélection avec l'équipe du Zimbabwe le 8 septembre 2013, lors d'un match des éliminatoires de la Coupe du monde 2014 contre le Mozambique (match nul 1-1).
En janvier 2014, il participe avec le Zimbabwe au championnat d'Afrique 2014 organisé en Afrique du Sud. Lors de cette compétition, il inscrit un but en quart de finale contre le Mali (victoire 1-2). Le Zimbabwe se classe quatrième du tournoi.
Il marque son deuxième but avec le Zimbabwe le 5 mars 2014, lors d'un match amical face au Malawi (victoire 1-4).
En janvier 2017, il est retenu par le sélectionneur Callisto Pasuwa afin de participer à la Coupe d'Afrique des nations (CAN) 2017 organisée au Gabon. Lors de cette compétition, il inscrit un but contre l'équipe d'Algérie (match nul 2-2).
Il est retenu pour participer à la CAN 2021. Au premier tour de la compétition, il inscrit le second but lors du dernier match face à la Guinée (victoire 2-1).

## Statistiques

### Buts internationaux
| no | Date             | Sélection | Lieu                                      | Adversaire | Évolution du score | Résultat | Compétition             |
| -- | ---------------- | --------- | ----------------------------------------- | ---------- | ------------------ | -------- | ----------------------- |
| 1  | 25 janvier 2014  | 2         | Cape Town Stadium, Le Cap, Afrique du Sud | Mali       | 2-0                | 2-1      | CHAN 2014               |
| 2  | 5 mars 2014      | 3         | Kamuzu Stadium, Blantyre, Malawi          | Malawi     | 2-1                | 4-1      | Match amical            |
| 3  | 15 janvier 2017  | 17        | Stade de Franceville, Franceville, Gabon  | Algérie    | 1-1                | 2-2      | CAN 2017                |
| 4  | 14 novembre 2011 | 40        | National Sports Stadium, Harare, Zimbabwe | Éthiopie   | 1-0                | 1-1      | Qualifications CAN 2021 |
| 5  | 18 janvier 2022  | 43        | Stade Ahmadou-Ahidjo, Yaoundé, Cameroun   | Guinée     | 2-0                | 2-1      | CAN 2021                |